# Alenia C-27J Spartan

Alenia C-27J Spartan este un avion militar de transport de dimensiuni medii. C-27J este un derivat avansat al avionului Alenia Aeronautica G.222 (denumit C-27A Spartan în serviciul SUA), cu motoarele și sistemele lui Lockheed Martin C-130J Super Hercules. Aeronava a fost selectată pentru proiectul Joint Cargo Aircraft (JCA)/Avion de Transport Comun pentru armata Statelor Unite, pentru care L-3 Communications este prim contractor.
C-27J a fost comandat de către forțele aeriene militare din Australia, Italia, Grecia, Bulgaria, Lituania, Mexic, Maroc, România, Peru și Slovacia.

## Legături externe
- en Alenia C-27J site Arhivat în 10 februarie 2009, la Wayback Machine.
- en GMAS C-27J site for JCA Program
- en Alenia Canadian C-27J site Arhivat în 6 august 2004, la Wayback Machine.